# Jean Teulé

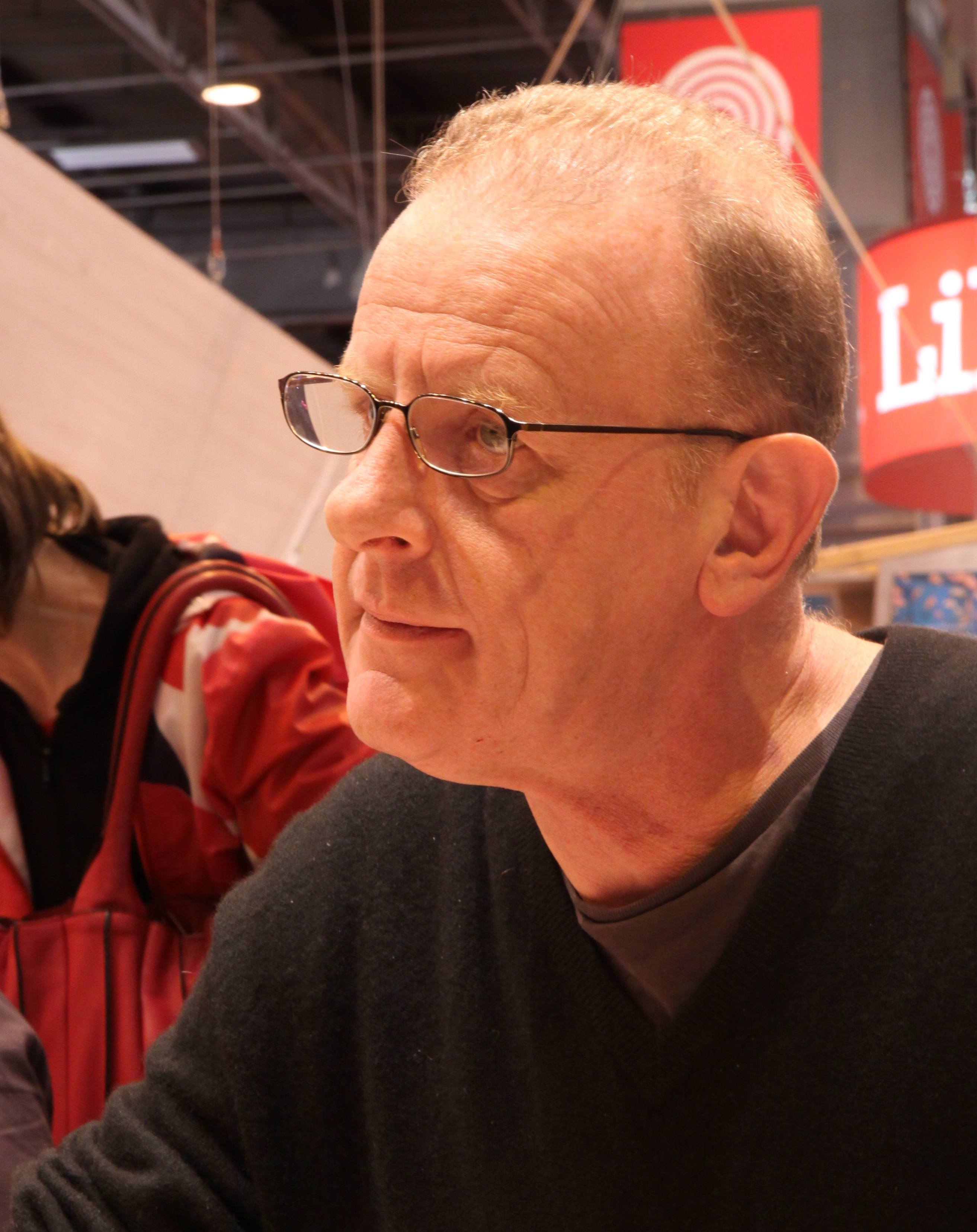
Jean Teulé (2010)

Jean Teulé (* 26. Februar 1953 in Saint-Lô, Frankreich; † 18. Oktober 2022) war ein französischer Schriftsteller, Schauspieler und Comicbuchautor.

## Biografie
Der 1953 geborene Teulé war ab Ende der 1970er Jahre für das französische Comicmagazin für Erwachsene L’Écho des Savanes tätig. in den 1980er Jahren war er für den Verlag Glénat tätig. Er wurde für seine Adaption des Romans Bloody Mary von Jean Vautrin anlässlich des Festivals International de la Bande Dessinée d’Angoulême 1984 mit einem Preis ausgezeichnet. Einige seiner Romane wurden auch verfilmt, so Rainbow pour Rimbaud 1996 und Darling 2007. Für seinen 2008 erschienenen Roman Le Montespan erhielt Jean Teulé den neugeschaffenen Literaturpreis Grand Prix Palatine du Roman Historique und den Prix Maison de la Presse.
Jean Teulé erlag am 18. Oktober 2022 im Alter von 69 Jahren einem Herz-Kreislauf-Stillstand.

## Werke
- Südstadt Virus (1981)
- Bloody Mary (1984)
- Filles de nuit (1985)
- Sita-Java (1986)
- Gens de France (1988)
- Zazou ! (1988)
- Rainbow pour Rimbaud (1991)
- L'Œil de Pâques (1992)
- Gens d'ailleurs (1993)
- Ballade pour un père oublié (1995)
- Darling (1998)
- Bord cadre (1999)
- Longues Peines (2001)
- Les Lois de la gravité (2003)
- Ô Verlaine ! (2004)
- Je, François Villon (2006)
- Le Magasin des suicides (2007)
- Le Montespan (2008)
  - dt.: Der gehörnte Marquis. Roman. Aus dem Franz. von Gaby Wurster. Piper, München/Zürich 2009, ISBN 978-3-492-27170-7